# X Bitmap
X Bitmap (kamelnoterat X BitMap, akronym XBM) är ett bildfilformat som används på X Window System för svartvita bilder. Används för att spara pekargrafik och ikoner för X GUI.
Den största egenheten hos XBM-filer är att de har samma form som en fil i C-kod och kan därför kompileras direkt utan ändringar.
Detta är ett exempel på en XBM-fil:
```
#define test_width 16
#define test_height 7
static char test_bits[] = {
0x13, 0x00, 0x15, 0x00, 0x93, 0xcd, 0x55, 0xa5, 0x93, 0xc5, 0x00, 0x80,
0x00, 0x60, };
```

Man kan titta på denna fil, som definierar en bitmap på 16x7 pixlar, genom att kopiera in ovanstående kod i en textfil, spara den till något med ".xbm" i slutet och sedan öppna den sparade filen i ett bildvisningsprogram eller en webbläsare.